# 尚持
尚持（？—？），男，直隶蓟县人，中华人民共和国政治人物，曾任广西壮族自治区政协副主席，河北工学院党委书记。